# Grand-Rozoy
Grand-Rozoy es una comuna francesa situada en el departamento de Aisne, de la región de Alta Francia.

## Geografía
Está ubicada a 16 km al sur de Soissons. 

## Demografía
| 223 | 198 | 162 | 206 | 248 | 258 | 285 | 310 |
| Para los censos de 1962 a 1999 la población legal corresponde a la población sin duplicidades (Fuente: INSEE [Consultar]) |     |     |     |     |     |     |     |